# Poirot e la strage degli innocenti
Poirot e la strage degli innocenti (titolo orig. Hallowe'en Party) è un romanzo poliziesco di Agatha Christie, pubblicato per la prima volta nel novembre 1969, con una dedica a P.G. Wodehouse. Vi compaiono l'investigatore Hercule Poirot e la scrittrice Ariadne Oliver.

## Trama
Durante i preparativi per una serata per celebrare Halloween, una ragazza di tredici anni, Joyce Reynolds, afferma di essere stata testimone di un omicidio avvenuto anni prima, e di aver compreso la reale natura di quanto osservato solo successivamente. Alla fine della serata viene ritrovata morta, affogata in un secchio d'acqua usato per uno dei giochi svoltisi durante la festa. Interpellato dalla scrittrice ed amica Ariadne Oliver, presente sul luogo del delitto, Hercule Poirot inizia a indagare sul misterioso omicidio.

## Personaggi
- Hercule Poirot, investigatore
- Ariadne Oliver, scrittrice di romanzi gialli
- Judith Butler, amica di Ariadne Oliver
- Miranda Butler, figlia di Judith
- Joyce Reynolds, una ragazza bugiarda
- Leopold Reynolds, fratello di Joyce
- Rowena Drake, bella e ricca vedova
- Michael Garfield, artista giardiniere
- Signorina Emlyn, direttrice di scuola
- Elizabeth Whittaker, insegnante
- Spence, sovrintendente di Scotland Yard in pensione e amico di Poirot
- Elspeth McKay, sorella di Spence
- Desmond Holland, bravo studente
- Nicholas Ransome, bravo studente
- Signora Goodbody, strega del villaggio

## Citazioni
Nel romanzo è possibile rintracciare diverse citazioni:
- Il nome della giovane Miranda Butler è ispirato alla commedia La Tempesta di Shakespeare, e proprio dalla sua bocca proviene una citazione appartenente a quest'ultimo autore:

- Nei nomi di alcuni personaggi sono presenti dei richiami biblici: si pensi a Judith, la biblica Giuditta, che cita a sua volta, nella seconda parte del giallo, Oloferne o, ancora, a Giaele e a Sisara.
- Giuditta e Oloferne sono la fonte di un'ulteriore citazione, pronunciata sempre da Miranda:

- Il riferimento a Giaele e a Giuditta non avviene qui per la prima volta, ma è presente anche ne Il Natale di Poirot.
- La signorina Emlyn dice a Poirot di conoscerlo attraverso i racconti di Miss Bulstrode, la direttrice del collegio che fa da ambientazione al romanzo Macabro quiz.

## Edizioni italiane
- Poirot e la strage degli innocenti, traduzione di Arnaldo Sole, Il Giallo Mondadori n.1122, Milano, Mondadori, 2 agosto 1970. - in Hercule Poirot. Piccolo grande uomo, a cura di Alberto Tedeschi e Gian Franco Orsi, Milano, Mondadori, 1979, pp.447-571.
- Poirot e la strage degli innocenti, traduzione di Tina Honsel, I Classici del Giallo Mondadori n.468, Milano, Mondadori, 1º gennaio 1985. - Collana Oscar n.2023 (Oscar Gialli n.173), Mondadori, 1988; I Classici del Giallo Mondadori n.676, dicembre 1992; Collana Oscar n.1473, Mondadori, 1995; Collana Oscar Gialli, Mondadori, 2017, ISBN 978-88-046-7935-6.
- Assassinio a Venezia. Un giallo di Hercule Poirot, traduzione di Chiara Libero, Prefazione di Michael Green, Collana Oscar Absolute, Milano, Mondadori, 2023, ISBN 978-88-047-7840-0.